# Wujiayuan Shuiku
Wujiayuan Shuiku (kinesiska: 吴家园水库) är en reservoar i Kina. Den ligger i provinsen Zhejiang, i den östra delen av landet, omkring 310 kilometer söder om provinshuvudstaden Hangzhou. Wujiayuan Shuiku ligger 30 meter över havet. Arean är 0,30 kvadratkilometer. I omgivningarna runt Wujiayuan Shuiku växer i huvudsak blandskog. Den sträcker sig 1,2 kilometer i nord-sydlig riktning, och 0,6 kilometer i öst-västlig riktning.
Genomsnittlig årsnederbörd är 1 936 millimeter. Den regnigaste månaden är juni, med i genomsnitt 275 mm nederbörd, och den torraste är januari, med 67 mm nederbörd.